# Wetboek van Burgerlijke Rechtsvordering
Het Wetboek van Burgerlijke Rechtsvordering (Rv) beschrijft in vier boeken de rechtsgang in Nederland in het burgerlijke recht: het Burgerlijk procesrecht (Nederland).
Inhoud van de vier boeken:
- De wijze van procederen voor de rechtbanken, de gerechtshoven en de Hoge Raad
- Van de gerechtelijke tenuitvoerlegging van vonnissen, beschikkingen en authentieke akten
- Van rechtspleging van onderscheiden aard
- Arbitrage

## Vereenvoudiging en digitalisering
Zie Vereenvoudiging en digitalisering van het procesrecht in Nederland.